# کومورو، ناگانو
کومورو در استان ناگانو در کشور ژاپن واقع شده‌است  که دارای جمعیت ۴۵٬۳۳۳ نفر و مساحت ۹۸٫۶۶ کیلومتر مربع با تراکم جمعیت ۴۵۹  نفر در کیلومترمربع است و در تاریخ ۱ آوریل ۱۹۵۴ به عنوان شهر شناخته شد.